# Duce
|  | Per a altres significats, vegeu «Duće». |

Duce era l'apel·latiu propagandístic mitjançant el qual el cabdill feixista Benito Mussolini es donà a conèixer a la vida política italiana des de 1922 fins a la seva mort. L'apel·latiu Il Duce emprat per aquest dictador és una derivació de la veu llatina Dux/duce.

## Orígens del terme
En llatí clàssic, Dux denotava el grau militar de General (Dux, alhora, deriva la seva semàntica probablement de l'infinitiu duco, guiar des del front, en oposició a ago, guiar des del darrere. Així doncs, el que guia des del front denotaria originàriament a un guia militar o un cabdill).
Els màxims dirigents de Venècia i de Gènova, així com d'altres repúbliques italianes, eren anomenats Dux.
El terme duce tornà a emprar-se a Itàlia com a part del reavivament nacionalista del segle xix per a referir-se als grans cabdills nacionals com Giuseppe Garibaldi i, més tard, el poeta Gabriele D'Annunzio. Durant la Primera Guerra Mundial, el terme era d'ús comú en la retòrica propagandística. Per exemple, el rei Víctor Manuel III era conegut com el duce supremo, en referència al seu càrrec com a comandant en cap de les forces armades italianes.
Durant el període inter-bèl·lic, el terme formava part de l'ús del llenguatge comú i periodístic. El mateix apareix referit a Mussolini a la premsa italiana abans de la dècada dels vint. "Mussolini era ja un personatge conegut i els diaris es referien a ell com 'el gran Duce de la primera secció socialista d'Itàlia'".

## Ús del terme
Amb la creació del Partit Nacional Feixista, el terme es convertí en un títol emprat gairebé exclusivament per a referir-se al líder del moviment, Benito Mussolini, i l'apel·latiu Il Duce es convertí en el patronímic oficial per a referir-se a la seva persona. Els termes Dux i Duce eren emprats sovint en la propaganda feixista.
Des de l'ascens de Mussolini al poder el 1922, i fins a la seva deposició com a mandatari italià el 1943, Duce va ser el terme oficial per a referir-se al seu càrrec, si bé va ser conegut com a tal fins al seu afusellament el 1945.
A la historiografia contemporània, la convenció és emprar el terme Duce per a referir-se exclusivament al dictador Benito Mussolini.

## Termes relacionats
A Alemanya, el terme Der Führer emprat per Adolf Hitler és una traducció literal de "Il Duce" (guia o líder)
A Espanya, al general Franco se li concedí el títol de "El caudillo", que si bé seria provinent del llatí capitellum, seria una equivalència a aquests termes.